# Spider-Man: New Generation
Série
Spider-Man: Across the Spider-Verse
(2023)
Pour plus de détails, voir Fiche technique et Distribution.
Spider-Man: New Generation (Spider-Man : Into the Spider-Verse), ou Spider-Man : Dans le Spider-Verse au Québec, est un film d'animation américain en 3D réalisé par Peter Ramsey, Bob Persichetti et Rodney Rothman, sorti en 2018.
Il met en scène le personnage de Marvel Comics, Miles Morales, seconde incarnation de Spider-Man. Il est dédié à la mémoire de Stan Lee et Steve Ditko, créateurs de Spider-Man, morts quelques mois avant la sortie du film.
Une suite, Spider-Man: Across the Spider-Verse, est sortie en 2023. Un troisième et dernier film, Spider-Man: Beyond the Spider-Verse, est en production.

## Synopsis
Le film commence par un monologue au cours duquel Peter Parker, alias Spider-Man, se présente au spectateur, en retraçant les moments les plus marquants de sa vie de super-héros.
Miles Morales, adolescent habitant le quartier de Brooklyn, à New York, vient de rejoindre la prestigieuse Visions Academy, dans laquelle ses parents, Jefferson et Rio, l'ont inscrit. Mais le jeune garçon ne s'y sent pas à sa place, et est soumis à la pression de son père, un lieutenant de police désapprouvant les actions de Spider-Man. Il peut néanmoins compter sur le soutien de son oncle, Aaron Davis. Un soir, ce dernier l'emmène dans une station de métro abandonnée pour qu'il puisse y peindre des graffitis. L'adolescent est alors mordu par une araignée radioactive, sans effet apparent immédiat.
Le lendemain, ses pouvoirs d'araignée commencent à se manifester. À la suite d'un incident avec Gwanda, une nouvelle élève qu'il apprécie, il s'enfuit de son l'école Ne pouvant contacter ni son père ni son oncle, il retourne à la station de métro, à la recherche de l'araignée, et la retrouve morte. Sur place, il assiste à un combat entre Spider-Man et plusieurs de ses ennemis (le Bouffon vert et le Rôdeur), aux ordres du Caïd, qui lance l'activation d'un portail interdimensionnel via un Synchrotron. Lors du combat, Spider-Man surprend Miles et comprend, grâce à son sens d'araignée, qu'il partage ses pouvoirs, et lui dit être prêt à l'aider. Mais alors qu'il s'apprête à désactiver le portail, le Bouffon Vert l'y plonge, provoquant une explosion qui endommage le Synchrotron et laisse le héros grièvement blessé. Il donne alors Miles une clé USB pour désactiver l'engin, avant d'être retrouvé et tué par le Caïd sous les yeux du garçon. Poursuivi par le Rôdeur, il arrive à regagner indemne sa maison. 
La nouvelle de la mort de Spider-Man se répand et affecte tout New York. Miles s'achète un costume de Spider-Man, assiste à la cérémonie en hommage au super-héros et tente de maîtriser ses pouvoirs en se lançant du toit d'un immeuble, mais il casse la clé USB dans sa chute. En se recueillant sur la tombe de Peter Parker, Miles trouve Peter B. Parker, un Spider-Man alternatif d'une autre dimension, plus âgé, attristé et désabusé par  la mort de sa tante et son récent divorce avec Mary Jane. Miles l'assomme involontairement avec une décharge électrique (qu'il se découvre capable de générer) et le ramène à l'appartement de son oncle. Peter, plus expérimenté, parvient à se libérer, mais il s'avère que se trouver dans une autre dimension que la sienne semble le rendre instable au niveau atomique.
Convaincu par Miles, Peter accepte finalement de l'aider à reconstituer une nouvelle clé USB pour le Synchrotron. Ils partent donc ensemble au centre de recherche Alchemax, où le Spider-Man originel avait précédemment volé les plans de la machine. Pendant leur infiltration, Miles découvre qu'il peut également se rendre invisible. Peter est surpris par le Dr Olivia Octavius, qui lui apprend que la dégénérescence cellulaire dont il souffre peut à terme entrainer sa désintégration, qu'elle dit être impatiente d'observer. Peter l'identifie alors trop tard comme le Docteur Octopus de cet univers. Arrivant à fuir avec les plans de la machine, Miles et Peter, sur le point d'être rattrapés, sont sauvés par Gwanda, de son vrai nom Gwen Stacy, la Spider-Woman d'une autre dimension. Pendant ce temps, le Caïd est furieux de voir que son portail ne lui a pas permis de capter des versions alternatives de sa femme et de son fils, décédés dans un accident de voiture après qu'ils ont découverts ses activités criminelles. Le docteur Octavius le rassure sur la présence des trois nouveaux Spider-Men, preuve que le Synchrotron fonctionne. Le Caïd ordonne que la machine soit prête pour le lendemain.
Les trois héros se réfugient chez May Parker, la tante de Peter Parker, qui les invite dans l'antre de Spider-Man pour recréer la clé USB. Ils y découvrent alors la présence de trois autres héros araignées : Spider-Ham (une version porcine style Looney Tunes de l'Homme araignée), Spider-Man Noir (un Spider-Man de 1933 en noir et blanc issu d'un univers de roman noir), et Peni Parker (une Spider-Girl de 14 ans de style manga issue d'un New York alternatif de l'année 3145). Malheureusement pour eux, le temps presse, car les 5 héros de différents univers souffrent de plus en plus des dommages infligés à leur organisme. Miles se dit prêt à les accompagner, mais son manque d'expérience et la non-maîtrise de ses pouvoirs font douter les autres héros. Il part alors se réfugier chez son oncle, mais découvre qu'il est l'homme qui se cache sous le costume du Rôdeur. Il retourne prévenir ses camarades chez Tante May, mais est pris en chasse par son oncle. Alors que Peni a fini par recréer une clé, le groupe est confronté à l'arrivée du Caïd, du Rôdeur, le Dr Octopus, le Scorpion et Tombstone. Miles essaie de fuir le Rôdeur, mais il est capturé et doit enlever son masque pour que son oncle l'épargne. Ne pouvant se résoudre à tuer son neveu, Aaron est abattu par le Caïd. Miles se cache alors dans une ruelle, où Aaron s'excuse pour ses  erreurs et l'encourage à persévérer, avant de mourir de ses blessures. Le père de Miles arrive ensuite sur les lieux, et en déduit par erreur que Spider-Man a tué son frère.
Les héros retrouvent Miles dans sa chambre d'étudiant, où ils lui expliquent qu'ils ont tous traversé le deuil de leur vie héroïque et qu'ils comprennent ce qu'il ressent. Malgré tout, il ne l'estime pas prêt à les accompagner. Peter B. Parker s'est porté volontaire pour fermer le portail interdimensionnel et se sacrifier, et ligote Miles avec ses toiles pour qu'il reste en arrière. Jefferson arrive peu de temps après, venant annoncer la mort d'Aaron à son fils. Depuis l'autre côté de la porte de la chambre, il dit à Miles ne pas vouloir le perdre lui aussi, et le convainc d'avoir confiance en ses capacités et de choisir ce qu'il veut faire de sa vie, et qu'il est très fier de lui. Ému par ces paroles, Miles arrive à maîtriser ses pouvoirs et se libère avec son énergie électrique. Il retourne chez May pour se confectionner un costume personnalisé et effectue son premier saut et ses premières voltiges, avant de rejoindre les autres Spider-Men en pleine infiltration du repaire du Caïd. Miles fait alors ses preuves au combat.
Le Synchrotron finit par être activé, provoquant le début de la fusion de divers univers, mais Miles parvient à brancher la clé et à renvoyer les autres Spider-Men dans leurs univers respectifs, non sans s'être fait leurs adieux. Il affronte ensuite Le Caïd, qui tente de le tuer. Jefferson, qui a vu les phénomènes s'intensifier dans la tour Fisk, a trouvé le Synchrotron et, voyant la confrontation, appelle Spider-Man à se relever. L'entendant, son fils se redresse et utilise son électricité pour paralyser le Caïd et le lancer sur l'interrupteur, détruisant le portail interdimensionnel.
Après l'arrestation du Caïd et de ses hommes, Miles est acclamé comme le nouveau Spider-Man et est reconnu par son père. Il trouve son nouvel équilibre entre ses responsabilités de super-héros et sa vie personnelle, rendant même hommage à son oncle avec son père au moyen d'un graffiti. Dans leurs dimensions respectives, Peter B. Parker tente de se réconcilier avec Mary-Jane, Spider-Man Noir devient un phénomène en apportant un Rubik's Cube coloré et Peni conçoit un nouveau robot. Alors qu'il se repose dans sa chambre, Miles est surpris et heureux de découvrir que Gwen a trouvé, à l'aide d'un portail, un moyen de rester en contact avec lui.
Scène post-générique
Miguel O'Hara (Spider-Man 2099) de retour dans son QG, est informé de l'évitement de la destruction du multivers grâce aux actions des autres Spider-Men. À l'aide d'un bracelet-montre de sa conception, il voyage dans une autre dimension pour rencontrer et recruter un autre Spider-Man. Il choisit comme première destination le New York de 1967, et tombe sur un Spider-Man sceptique face à l'existence d'une version alternative de lui-même. Rapidement, les deux super-héros se mettent à se disputer en se montrant respectivement du doigt, sous les yeux de J.Jonah Jameson et d'un officier de police.

## Fiche technique
Sauf indication contraire, les informations mentionnées dans cette section peuvent être confirmées par les bases de données cinématographiques IMDb et Allociné,  présentes dans la section « Liens externes ».
- Titre original : Spider-Man: Into the Spider-Verse
- Titre français : Spider-Man: New Generation
- Titre québécois : Spider-Man : Dans le Spider-Verse
- Réalisation : Bob Persichetti, Peter Ramsey et Rodney Rothman
- Scénario : Phil Lord et Rodney Rothman, d'après une histoire de Phil Lord, d'après des personnages créés par Steve Ditko, Stan Lee, Sara Pichelli et Brian Michael Bendis
- Musique : Daniel Pemberton
- Direction artistique : Dean Gordon et Patrick O'Keefe
- Décors : Justin K. Thompson
- Son : Michael Semanick, Tom Burns, Tony Lamberti, John Pospisil, Geoffrey G. Rubay
- Production : Avi Arad, Phil Lord, Christopher Miller, Amy Pascal et Christina Steinberg
  - Production déléguée : Brian Michael Bendis, Stan Lee, Will Allegra
  - Coproduction : Theresa Bentz, Christian Hejnal et Craig Sost
- Animation : Federico Abib, Josh Adler, Luiza Alaniz, Nir Avital, Kiran Jay Babla, Ozan Basaldi, Simon Black
- Sociétés de production[2] : Sony Pictures Entertainment, Avi Arad Productions, Lord Miller Productions, Pascal Pictures et Sony Pictures Animation, présenté par Columbia Pictures, en association avec Marvel Entertainment
- Sociétés de distribution :
  - États-Unis : Columbia Pictures et Sony Pictures Releasing
  - France : Sony Pictures Releasing France
  - Belgique, Québec : Sony Pictures Releasing
- Budget : 90 millions de $[3],[4],[5]
- Pays de production :  États-Unis
- Langues originales : anglais, espagnol
- Format[6] : couleur - DCP Digital Cinema Package - 2,39:1 (CinemaScope) - son Dolby Atmos | Dolby Surround 7.1 | DTS (DTS: X) | 12-Track Digital Sound | Dolby Digital | SDDS
- Genre : animation 3D, action, aventures, fantastique, science-fiction, super-héros
- Durée : 117 minutes ; 143 minutes (version Alternate Universe cut)
- Dates de sortie[7] :
  - France, Suisse romande : 12 décembre 2018[8]
  - États-Unis, Québec : 14 décembre 2018[1]
  - Belgique : 19 décembre 2018[9]
- Classification[10] :
  - États-Unis : des scènes peuvent heurter les enfants - accord parental souhaitable (PG - Parental Guidance Suggested)[Note 1]
  - France : tous publics (conseillé à partir de 8 ans)[11],[12]
  - Belgique : tous publics (Alle Leeftijden)[9]
  - Suisse romande : interdit aux moins de 8 ans[13]
  - Canada : tous publics (G - General)

## Distribution

### Voix originales
- Shameik Moore : Miles Morales / Spider-Man
- Jake Johnson : Peter B. Parker / Spider-Man
- Hailee Steinfeld : Gwen Stacy / Spider-Gwen, la meilleure amie de Miles
- Mahershala Ali : Aaron Davis / le Rôdeur, l'oncle de Miles
- Brian Tyree Henry : Jefferson Morales (en), le père de Miles
- Lily Tomlin : May Parker, la tante de Peter
- Luna Lauren Vélez : Rio Morales (en), la mère de Miles
- Zoë Kravitz : Mary Jane Watson
- John Mulaney : Peter Porker / Spider-Ham
- Kimiko Glenn : Peni Parker / SP//dr (en)
- Nicolas Cage : Spider-Man Noir[14]
- Kathryn Hahn : Dre Olivia « Liv » Octavius / Dre Octopus
- Liev Schreiber : Wilson Fisk, le Caïd
- Chris Pine : Peter Parker / Spider-Man du même univers que Miles
- Natalie Morales : Miss Calleros, la prof de Miles
- Jorma Taccone : Norman Osborn / le Bouffon vert
- Joaquín Cosío (en) : Mac Gargan / le Scorpion
- Marvin « Krondon » Jones III (en) : Tombstone
- Lake Bell : Vanessa Fisk (en)
- Post Malone : un passant dans Brooklyn (caméo)
- Stan Lee : Stan, l'homme qui vend un costume de Spider-Man à Miles et quand il marche sur Miles et Peter B. Parker lorsqu'ils sont allongés dans les rues de New York (caméo)
- Oscar Isaac : Miguel O'Hara / Spider-Man 2099 (caméo, scène post-générique)
- Greta Lee : Lyla, la jeune I.A. qui aide Spider-Man 2099 à retourner en 1967 (caméo, scène post-générique)
- Cliff Robertson : Ben Parker, l'oncle de Peter Parker (du même univers que Miles) (archives audio)

### Voix françaises
- Stéphane Bak : Miles Morales / Spider-Man
- Valentin Merlet : Peter B. Parker / Spider-Man
- Camélia Jordana : Gwen Stacy / Spider-Gwen
- Frantz Confiac : Aaron Davis / le Rôdeur, l'oncle de Miles
- Daniel Njo Lobé : Jefferson Morales, le père de Miles
- Pascale Jacquemont : May Parker, la tante de Peter
- Mar Sodupe : Rio Morales (en), la mère de Miles
- Zina Khakhoulia : Mary Jane Watson
- Jérémy Prévost : Peter Porker / Spider-Ham
- Claire Baradat : Peni Parker / SP//dr (en)
- Stefan Godin : Spider-Man Noir
- Déborah Perret : Dr Olivia « Liv » Octavius / Dr Octopus
- Thierry Hancisse : Wilson Fisk, le Caïd
- Emmanuel Garijo : Peter Parker / Spider-Man du même univers que Miles
- Ethel Houbiers : Miss Calleros, la prof de Miles
- Olivier Giroud[15] : Norman Osborn / le Bouffon vert
- Presnel Kimpembe[15] : Mac Gargan / le Scorpion
- Jean-Alain Velardo : Tombstone
- Camille Cyr-Desmarais : Vanessa Fisk
- Post Malone : un passant dans Brooklyn (caméo)
- Jean-Claude Montalban : Stan, l'homme qui vend un costume de Spider-Man à Miles et quand il marche sur Miles et Peter B. Parker lorsqu'ils sont allongés dans les rues de New York (caméo)
- Benjamin Penamaria : Miguel O'Hara / Spider-Man 2099 (caméo, scène post-générique)
- Victoria Grosbois : Lyla, la jeune I.A. qui aide Spider-Man 2099 à retourner en 1967 (caméo, scène post-générique)
- Gabriel Le Doze : Ben Parker, l'oncle de Peter Parker (du même univers que Miles) (archives audio)

 Version française réalisée par la société de doublage Dubbing Brothers, sous la direction artistique de Jean-Philippe Puymartin, avec une adaptation de dialogues de Bob Yangasa.
 Source et légende : version française (VF) sur RS Doublage et Huffingtonpost et selon le carton du doublage français cinématographique situé après le générique de fin du film.

### Voix québécoise
- Nicolas Poulin : Miles Morales / Spider-Man
- Frédéric Paquet : Peter B. Parker / Spider-Man
- Geneviève Bédard : Gwen Stacy / Spider-Gwen, la meilleure amie de Miles
- Marc-André Bélanger : Aaron Davis / le Rôdeur, l'oncle de Miles
- Widemir Normil : Jefferson Davis, le père de Miles
- Claudine Chatel : May Parker, la tante de Peter
- Alice Pascual : Rio Morales (en), la mère de Miles
- Nicolas Bacon : Peter Porker / Spider-Ham
- Aline Pinsonneault : Peni Parker / SP//dr (en)
- Benoît Rousseau : Spider-Man Noir
- Mélanie Laberge : Dr Olivia « Liv » Octavius / Dr Octopus
- Patrick Chouinard : Wilson Fisk, le Caïd
- Martin Watier : Peter Parker / Spider-Man du même univers que Miles
- Camille Cyr-Desmarais : Vanessa Fisk
- Nicolas Charbonneaux-Collombet : Miguel O'Hara / Spider-Man 2099 (caméo, scène post-générique)
- Rachel Graton : Lyla, la jeune I.A. qui aide Spider-Man 2099 à retourner en 1967 (caméo, scène post-générique)

Version québécoise réalisée par la société de doublage Difuze, sous la direction artistique de Manuel Tadros, avec une adaptation de dialogues de Nadine Tallion.
 Source et légende : version québécoise (VQ) sur Doublage.qc.ca.

### Voix japonaises
- Kenshō Ono : Miles Morales / Spider-Man
- Mamoru Miyano : Peter B. Parker / Spider-Man
- Aoi Yūki : Gwen Stacy / Spider-Gwen, la meilleure amie de Miles
- Tetsu Inada : Aaron Davis / le Rôdeur, l'oncle de Miles
- Kenji Nomura : Jefferson Morales, le père de Miles
- Yoko Somi : May Parker, la tante de Peter
- Sachiko Kojima : Rio Morales (en), la mère de Miles
- Yūko Kaida : Mary Jane Watson
- Hiroyuki Yoshino : Peter Porker / Spider-Ham
- Rie Takahashi : Peni Parker / SP//dr (en)
- Akio Ōtsuka : Spider-Man Noir[14]
- Akeno Watanabe : Dr Olivia « Liv » Octavius / Dr Octopus
- Tesshō Genda : Wilson Fisk, le Caïd
- Yūichi Nakamura : Peter Parker / Spider-Man du même univers que Miles
- Satoshi Tsuruoka : Norman Osborn / le Bouffon vert, Tombstone
- Kenta Miyake : Mac Gargan / le Scorpion
- Atsuko Tanaka : Vanessa Fisk (en)
- Tomokazu Seki : Miguel O'Hara / Spider-Man 2099 (caméo, scène post-générique)
- Maaya Sakamoto : Lyla, la jeune I.A. qui aide Spider-Man 2099 à retourner en 1967 (caméo, scène post-générique)

 Version japonaise réalisée par sous la direction artistique de Yoshikazu Iwanami.
,:
Le doublage japonais du film a sa propre chanson thème intitulée « P.S. RED I » par TK de Ling Tosite Sigure,,.

## Production

### Développement

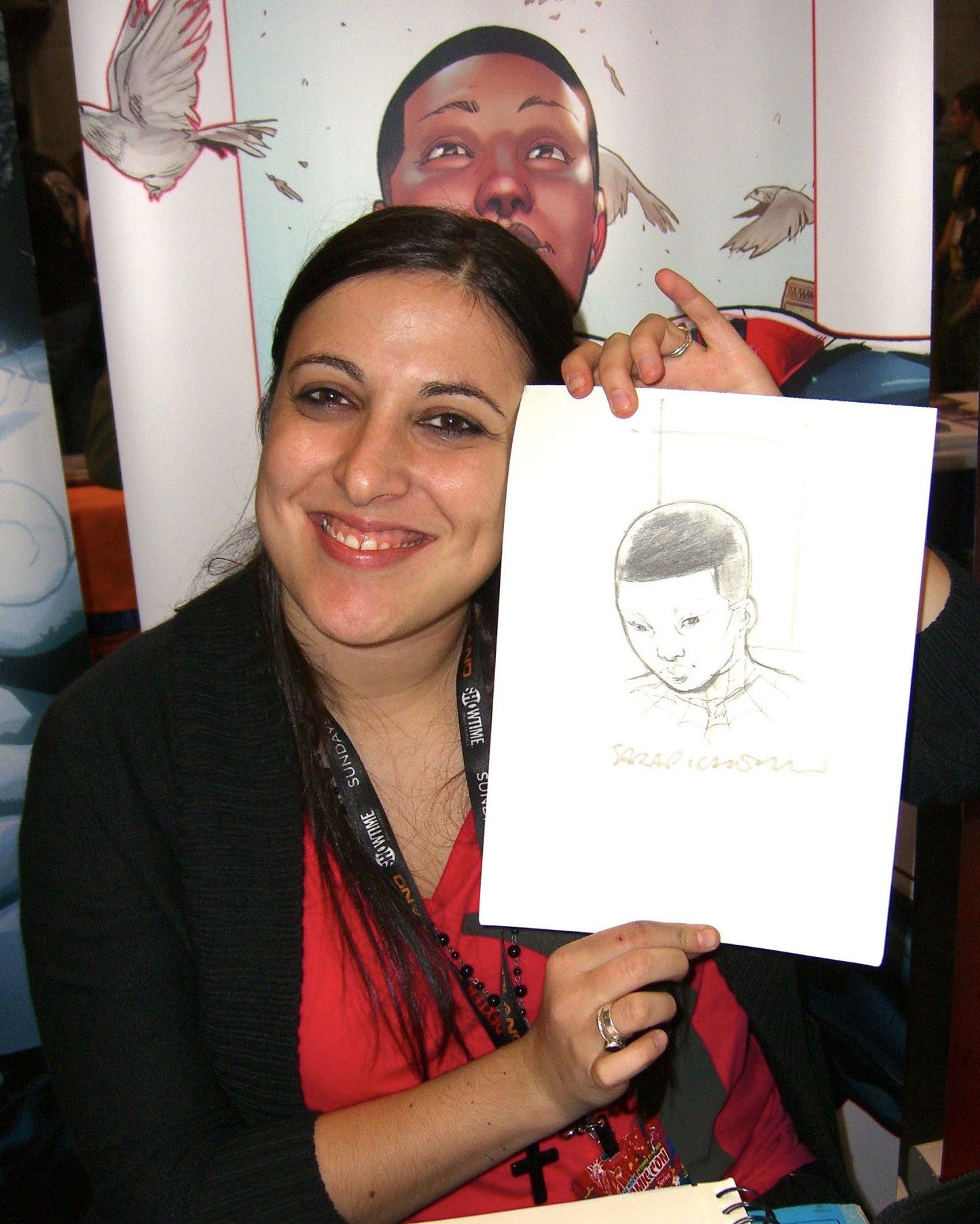
La dessinatrice Sara Pichelli tenant une esquisse de Miles Morales au New York Comic Con de 2011.

À la suite du piratage de Sony Pictures Entertainment en novembre 2014, des courriers électroniques entre Amy Pascal (vice-présidente de Sony Pictures Entertainment) et son président Doug Belgrad sont révélés. Ils font état d'une envie de la part de Sony de rajeunir la franchise cinématographique Spider-Man, en développant une comédie d'animation avec Phil Lord et Chris Miller. Durant le CinemaCon d'avril 2015, le président de Sony Pictures Tom Rothman annonce que le film sortira en juillet 2018 et qu'il sera produit par Avi Arad, Matt Tolmach, Amy Pascal, Phil Lord et Chris Miller. Ces deux derniers sont également chargés d'écrire une première version de l'intrigue. Si Tom Rothman précise que le film peut « coexister » avec les films Spider-Man en prise de vues réelles, Sony répond qu'il « existe indépendamment des projets de films en prise de vue réelle de l'univers Spider-Man ».
En décembre 2015, Sony repousse la sortie américaine au 21 décembre 2018. En juin 2016, Phil Lord a écrit le scénario du film, alors que Bob Persichetti est annoncé comme réalisateur. Chris Miller déclare que ce film sera différent des précédents Spider-Man. Des rumeurs font alors état que le film pourrait être centré sur Miles Morales, un personnage créé par le scénariste Brian Michael Bendis et la dessinatrice Sara Pichelli, apparu pour la première fois en août 2011 et ayant des origines latinos et africaines,. Cela est confirmé lors d'une présentation des projets d'animations de Sony, en janvier 2017. Peter Ramsey est alors annoncé comme coréalisateur. Un mois plus tard, la participation d'Alex Hirsch à l'écriture est révélée, alors que Christina Steinberg remplace Matt Tolmach à la production. En avril 2017, la sortie est américaine est avancée d'une semaine, au 14 décembre 2018. En décembre 2017, Phil Lord et Chris Miller annoncent le titre original du film, Spider-Man: Into the Spider-Verse, et que plusieurs incarnations de Spider-Man y apparaitront. De plus, Rodney Rothman est annoncé comme autre coréalisateur.
En octobre 2018, Venom présente, en scène post-générique, une séquence du film d'animation Spider-Man: New Generation.

### Attribution des rôles
En avril 2017, Shameik Moore prêtera sa voix à Miles Morales, alors que Liev Schreiber sera l'antagoniste principal du film, alors non révélé.
En mai 2017, Mahershala Ali et Brian Tyree Henry sont respectivement annoncés pour être les voix de l'oncle du héros Aaron Davis (version alternative du Rôdeur) et son père, Jefferson Davis.
En décembre 2017, Phil Lord et Chris Miller annoncent qu'une version adulte de Peter Parker sera présente et qu'il sera le mentor du héros.
En avril 2018, Jake Johnson est confirmé pour incarner la voix de Peter Parker / Spider-Man. La présence du Bouffon vert et du Caïd est aussi annoncée, dans des versions inspirées de l'univers Ultimate Marvel mais sans révéler les noms des acteurs.
En novembre 2018, Oscar Isaac est annoncé être la voix de Spider-Man 2099 le temps d'un caméo lors des scènes post-générique. Le lendemain, la production révèle des précisions sur les personnages, notamment que le personnage incarné par Jake Johnson se prénommera Peter B. Parker, sera légèrement plus âgé et dont la vie a pris une tournure différente du Spider-Man original. Chris Pine sera la voix de Peter Parker / Spider-Man original et provenant du même univers que Miles, dont sa mort inspirera pour porter le costume de Spider-Man. Enfin, le reste de la distribution est révélée : Zoë Kravitz sera Mary Jane Watson, Kathryn Hahn la voix du Docteur Octopus, Lake Bell celle de Vanessa Fisk (en), Jorma Taccone sera le Bouffon vert, Marvin « Krondon » Jones III (en), un rappeur américain prêtera sa voix à Tombstone, Post Malone, un compositeur du film, fera un caméo en étant la voix d'un passant dans Brooklyn et Stan Lee fera aussi un caméo animé posthume crédité lui-même, donnant le costume de Spider-Man à Miles,,.
Le 27 décembre 2018, le producteur Phil Lord confirme sur Twitter que la réplique culte « Un grand pouvoir implique de grandes responsabilités » prononcée par l'oncle de Peter Parker et entendue dans le film d'animation, est bien tirée du premier film Spider-Man et donc avec la voix de l'acteur d'origine, Cliff Robertson.

## Accueil

### Accueil critique
Le film est très bien accueilli par la presse. Il compte un score de 97% sur le site agrégateur de critiques Rotten Tomatoes, pour 292 critiques et une note moyenne de 8,8⁄10. Sur Metacritic, il obtient une note de 87⁄100 pour 48 critiques.

### Box-office
| Pays ou région    | Box-office      | Date d'arrêt du box-office | Nombre de semaines |
| ----------------- | --------------- | -------------------------- | ------------------ |
| États-Unis Canada | 189 165 053 $   | 22 janvier 2019            | en cours           |
| France            | 788 664 entrées | 23 décembre 2018           | en cours           |
| Mondial           | 367 865 531 $   | -                          | -                  |

## Distinctions
Entre 2018 et 2020, le film d'animation Spider-Man: New Generation a été sélectionné de nombreuses fois dans diverses catégories et a remporté plus de 80 récompenses,.
Principales récompenses :
- Golden Globes 2019 : Meilleur film d'animation[50]
- Critics' Choice Movie Awards 2019 : Meilleur film d'animation
- BAFA 2019 : Meilleur film d'animation
- Oscars 2019 : Meilleur film d'animation[51]

## Éditions en vidéo
Le film sort en DVD / Blu-Ray le 6 mai 2019 chez Sony Pictures. Le disque contient plusieurs scènes coupées, des entrevues, ainsi qu'un court-métrage inédit centré sur le personnage Spider-Ham (Spider-Cochon).

## Suites
Une suite, intitulée Spider-Man: Across the Spider-Verse, sort en 2023. Un troisième film intitulé Spider-Man: Beyond the Spider-Verse est prévu pour le 4 juin 2027 aux États-Unis.